# Llibre Jutge
|  | Aquest article tracta sobre la traducció catalana del Codi de Recesvint. Si cerqueu el llibre de la Bíblia, vegeu «Llibre dels Jutges». |

El Llibre dels jutges, Llibre jutge o Llibre dels judicis és la versió catalana del Liber Iudiciorum o Codi de Recesvint, de la qual es coneixen dos fragments: un full de pergamí a la biblioteca del monestir de Montserrat (1220-1230) i un altre fragment a l'Arxiu Capitular del bisbat de la Seu d’Urgell (1060-1080). Ambdós tenen un gran interès per a la història del dret català i de la llengua catalana, per tal com es tracta dels primers texts totalment escrits en Català. El Llibre Jutge es tracta d'una traducció parcial del Liber iudicum que regulava les accions jurídiques més habituals, com ara els testaments, i altres encara en vigència no substituïdes pels Usatges.
El 2023, un estudi de Jesús Alturo i Tània Alaix i Gimbert feu recular la data de redacció de la còpia conservada a l'Arxiu de la Seu d'Urgell fins al segle xi (1060-1080), fet que la convertí en el text més antic escrit íntegrament en català. Alturo i Alaix conclouen que les còpies de la Seu d'Urgell i de Montserrat són el resultat d'una única traducció col·legiada sota la direcció del jutge Ponç Bonfill Marc, canonge de la Catedral de Barcelona al primer terç del segle xi.

## Manuscrit de Montserrat
L'anomenat Llibre dels jutges de Montserrat fou el primer dels dos fragments del Llibre jutge descobert i es troba a la Biblioteca de Montserrat (ms. 1.109). Va ser identificat el 1960 per Anscari M. Mundó que el datà entre el 1180 i el 1190. Mundó plantejà que es tractaria d'una còpia, molt probablement, d'un original relacionat amb la primera compilació dels Usatges, dels quals era dret supletori i es creu que era usat per la cúria comtal de Barcelona.

Conté un petit nombre de formes fonètiques pròpies de l'occità o d'un estadi més arcaic de la llengua («pogron», «pogren», «foron», «aicelò»…), arcaismes reculats que no són presents en les Homilies com «fez», «fezés» o «depòs», algunes de les quals es poden veure en el fragment següent:
| «                                      | Volontat d'aquel o d'aqela qe testa en sa vida. Depos sa mort, ans que sis meses sien passats, sie publicada e manifestada e per escriptura davant qualqe sacerdot o davant tests. E si alcun cela et amaga aquela voluntat del defunt, tant compona de so propri aver ad aquel a cui fon testat, quant pogren conquerre o aver, per auctoritat de la scriptura, de les res del defunt. | » |
| — Llibre Jutge, fragment de Montserrat | |   |

## Manuscrit de la Seu d'Urgell

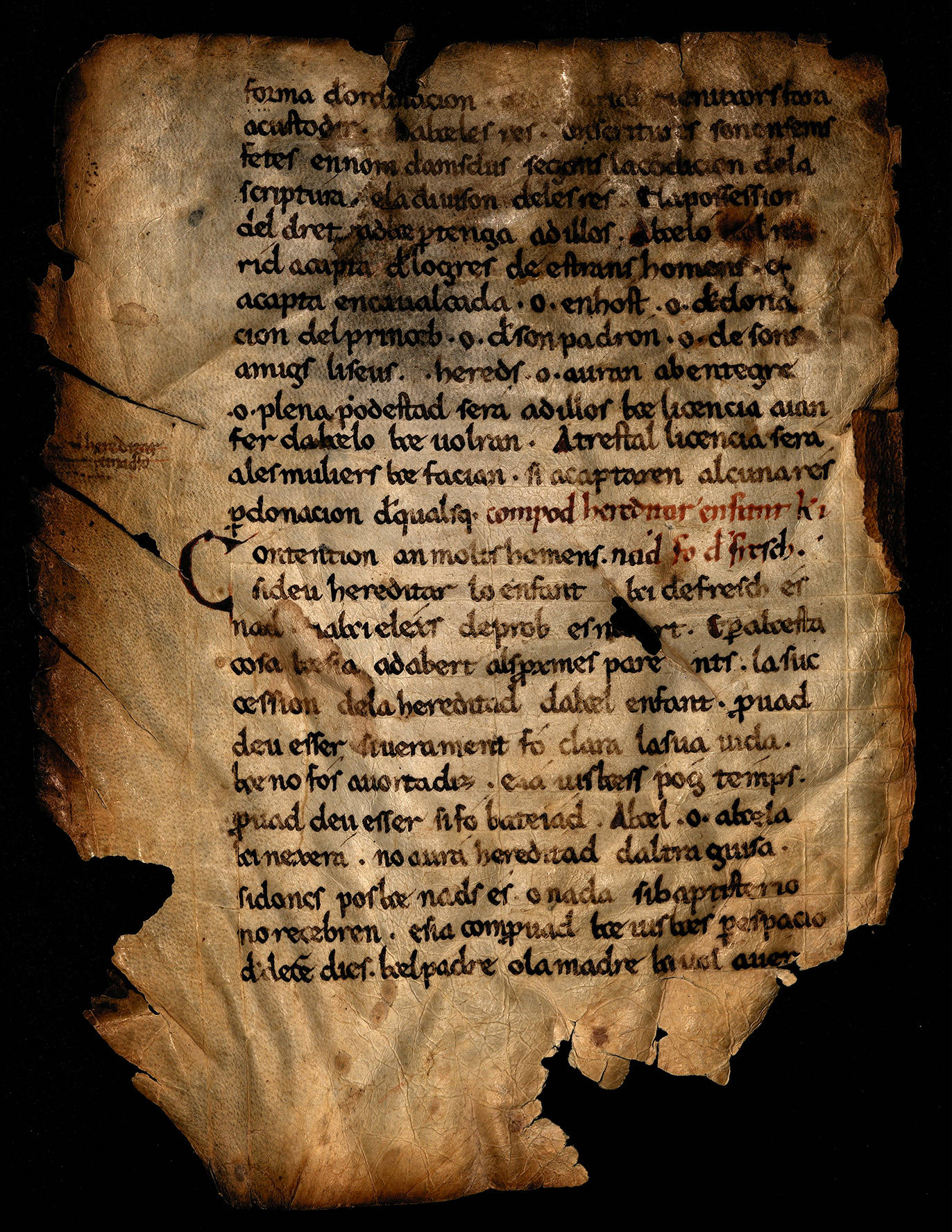
Fragment de la versió catalana del Liber iudicum, 1060-1080, conservat a l'Arxiu del Bisbat d'Urgell, ms. 185, i copiat a Organyà pel prevere Traver Radolf

El Llibre jutge de la Seu d’Urgell fou descobert per Cebrià Baraut i Benigne Marquès i en un primer moment el dataren de cap el 1190. El 2023, un estudi de Jesús Alturo i Tània Alaix sosté que l'exemplar conservat a la Seu d'Urgell (ms. 187.1) es va copiar entre el 1060 i el 1080 —gairebé un segle abans del que s'havia proposat anteriorment— a la canònica de Santa Maria d'Organyà. L'autor de la còpia seria Traver Radolf, un prevere de Santa Maria d'Organyà, actiu durant més de 18 anys i autor de diversos textos en bon llatí.
L'antiguitat la corroboren el fet que aquesta és la datació de la còpia conservada a la Seu d'Urgell, i també perquè al text s'hi esmenten els mancusos, una moneda que va circular des de la darreria del segle x fins a finals del segle xi, quan va començar a decaure el seu ús. El pergamí està lleugerament socarrimat als extrems, segurament per l'incendi que el 1090 va malmetre Santa Maria d'Organyà. Es va reaprofitar a inicis del segle xvi com a coberta d'algun lligall de documents o de llibre parroquial de Conques, vila pròxima a Organyà. Conté elements de gran arcaisme i dialectals, així com singularitats només presents en aquest document, com «padre» i «madre», en comptes de «pare» o «mare».
El fet que Traver Radolf, l'escrivent de la còpia més antiga, tingués —segons Alturo i Alaix— un nivell cultural molt elevat, contradiu la idea arrelada segons la qual els primers textos en català van sorgir per ignorància dels escrivents, els quals no sabrien trobar la paraula exacta en llatí. Els mateixos autors afirmen que també és fals que els copistes utilitzessin el català perquè amb el llatí no es podien expressar nous conceptes propis de la vida feudal, atès que hi ha molts juraments de fidelitat en llatí. Aquests fets demostrarien que es va començar a fer servir el català amb tota consciència i no perquè no en quedés alternativa.